# Teresa Freixes
Teresa Freixes Sanjuán (Lérida, 12 de junio de 1950) es una jurista española especialista en derecho constitucional español y europeo, Catedrática de Derecho Constitucional en la Universidad Autónoma de Barcelona y Catedrática Jean Monnet ad personam. Su trabajo como investigadora se ha centrado en el Derecho Constitucional Europeo, los derechos fundamentales y la igualdad en los sistemas jurídicos multinivel. Es presidenta de la Fundación Cultura Libre, creada en 2017, que defiende los valores europeos, y del Centro Libre Arte y Cultura de Barcelona.

## Trayectoria
Activista durante el franquismo. Licenciada en Derecho por la Universidad de Barcelona en 1973. Se doctoró en Derecho en la Universidad de Barcelona con la tesis Los derechos sociales de los trabajadores en 1983; su director de tesis fue uno de los padres de la Constitución, Jordi Solé Tura. Su hermano fue víctima mortal en el atentado de la plaza de la República Dominicana perpetrado por ETA en 1986.
Es Catedrática de derecho constitucional del Departamento de Ciencia Política y de Derecho Público de la UAB y catedrática Jean Monnet ad personam. Miembro de número y Secretaria General de la Real Academia Europea de Doctores. Es destacada experta en Derecho de la Unión Europea, derechos fundamentales, igualdad de género y minorías. Presidió la Fundació Universitària Martí l’Humà y ha sido Senior Expert de la Agencia de Derechos Fundamentales de la Unión Europea y del Instituto Europeo para la Igualdad de Género. También fue directora del Observatorio para la Igualdad de la UAB.
Ha participado, como experta legal de la UE, en la redacción del Tratado de Ámsterdam, la Carta de los Derechos Fundamentales, la Constitución Europea y el Tratado de Lisboa. Con el Consejo de Europa ha colaborado en la consolidación democrática y la formación de jueces en diversos países de Europa del Este. Por su trabajo en la construcción jurídica de Europa recibió el Premio Mujer Europea en España (2004) y el premio del Movimiento Europeo al mejor discurso europeísta (2005).
De 2012 a 2014 fue miembro del Consell de la Informació de Cataluña, órgano de arbitraje encargado de velar por el cumplimiento del código deontológico del Colegio de Periodistas de Cataluña, creado en 1992.

## Concordia Cívica
En 2017 Teresa Freixes asumió la presidencia de una nueva organización, Concordia Cívica, presentada el 19 de enero con el objetivo de aglutinar entidades no independentistas de Cataluña. En su presentación Freixes estuvo acompañada por el presidente de Empresaris de Catalunya, Josep Bou, y el presidente del Grupo de Periodistas Pi i Margall, Sergio Fidalgo.
El 29 de octubre de 2017 fue una de las personas que subió al escenario en el acto central de la manifestación convocada por Sociedad Civil Catalana en favor de la unidad de España. Freixes pidió a los participantes que acudieran a votar en las elecciones convocadas en Cataluña el 21 de diciembre por el gobierno español tras la aplicación del artículo 155.

## Publicaciones
Ha publicado una docena de libros y más de 100 artículos en revistas de su especialidad. Colabora con diversos medios de comunicación, escritos y audiovisuales.

### Artículos de revista
- «Els drets fonamentals en perspectiva multinivell: reflexions entorn dels seus efectes». (2015). Revista catalana de dret públic.
- «Secesión de Estados e integración en la Unión Europea. A propósito del debate sobre la permanencia en la Unión de Escocia y Cataluña como Estados segregados del Reino Unido y España». (2014). Revista jurídica de Catalunya.
- «Multilevel constitutionalism equality and non-discriminati». (2012). Archiv für rechts-und sozialphilosophie (ARSP).

### Colaboraciones en obras colectivas
- «La Unión Europea en la globalización: multinivel jurídico y coordinación económica». (2015). Constitucionalismo crítico. ISBN 978-84-9086-550-7, págs. 947-960.
- «El estado actual en la transposición de la Directiva 1022/99/UE». (2015). La orden europea de protección: su aplicación a las víctimas de violencia de género. ISBN 978-84-309-6536-6, págs. 169-181.
- «La juridificación de los valores y la igualdad como valor en la Unión Europea». (2014). Igualdad y democracia: el género como categoría de análisis jurídico: estudios en homenaje a la profesora Julia Sevilla. ISBN 978-84-89684-46-1, págs. 253-263.

### Libros
- 155: Los días que estremecieron a Cataluña. (2018). Madrid: Editorial Doña Tecla. ISBN 9788494618598
- La orden europea de protección: su aplicación a las víctimas de violencia de género. (2015). Tecnos. ISBN 978-84-309-6536-6
- Constitucionalismo multinivel y relaciones entre Parlamentos: Parlamento europeo, Parlamentos nacionales y Parlamentos regionales con competencias legislativas. Madrid: Centro de Estudios Políticos y Constitucionales. ISBN 978-84-259-1557-4.
- Las mujeres parlamentarias en la legislatura constituyente. (2006). Cortes Generales: Ministerio de la Presidencia. ISBN 84-7943-282-9.

### Coordinación
- Protection of the Gender-Based Violence Victims in the European Union: Preliminary study of the Directive 2011/99/EU on the European protection order. (2014). Universitat Autònoma de Barcelona: Universitat Rovira i Virgili. ISBN 978-84-8424-333-5.
- Género, Constitución y Estatutos de Autonomía. (2005). Instituto Nacional de Administración Pública (INAP). ISBN 84-7351-249-9.

## Premios y reconocimientos
- 2020: I Premio Muñoz-Torrero a los valores constitucionales, entregado en 2021 en la localidad de Cabeza del Buey.
- 2010: Miembro de número de la Real Academia Europea de Doctores.[10] Nombrada Secretaria General en 2018.
- 2009: Medalla Narciso Monturiol de la Generalitat a la excelencia científica.
- 2004: Mujer Europea por su contribución a la construcción jurídica de la Unión Europea.
- Profesora visitante de numerosas universidades en Europa y América.